# Tim Linthorst
Tim Linthorst (Apeldoorn, 3 luglio 1994) è un calciatore olandese, difensore dell'AFC.

## Carriera
Ha giocato 5 partite nella massima serie olandese.